# Шлаин, Израиль Борисович
Шлаин, Израиль Борисович (1914, Томск — 1995, Москва) — советский и российский учёный-горняк, один из создателей современной технологии производства нерудных строительных материалов. Доктор технических наук, профессор, Заслуженный строитель РСФСР.

## Биография
И.Б. Шлаин родился в 1914 г. в Томске в семье горного инженера. Закончил Московский горный институт (сегодня – Горный институт НИТУ «МИСиС») в 1936 г., первый выпуск по специальности "Открытые горные работы". В 1938 г. его отец – крупный ученый, был расстрелян, а мать репрессирована как жена врага народа. Трудовую деятельность начал старшим десятником на карьере, а затем перешел на работу в подразделение Метростроя на должность главного инженера «Стройнерудлеса».
В период Великой Отечественной войны при его участии была решена задача обеспечения спецстроек прочным щебнем. В 1944 г. И.Б. Шлаин назначен главным инженером треста «Союзстекло», затем переведен на должность заведующего лабораторией Государственного института стекла. С 1956 г. являлся заместителем директора по научной работе института НИИ железобетон, ВНИИжелезобетон.
В 70-х гг. был одним из инициаторов создания институт ВНИПИИстромсырье с двумя опытно-производственными предприятиями, выполняющий весь комплекс работ по созданию новых объектов, включая геологоразведку, изыскания, технологические испытания промышленных проб минерального сырья, научные, конструкторские и проектные работы. Потеряв в 1992 году всю семью – сына, поэта Михаила Израилевича Шлаина, дочь и супругу, продолжал работать по 10–12 часов в сутки, занимаясь проблемами отрасли. 
Работал заместителем директора института до своей смерти в 1995 году.

## Научная и производственная деятельность
Внес большой вклад в разработку научных основ технологии добычи сырья в промышленности строительных материалов, создал новое научное направление, основанное на системном подходе к технологии разработки месторождений и переработки сырья, обеспечивающее повышение эффективности производства и качества продукции.
В 1968 г. защитил первую в отрасли докторскую диссертацию по добыче и переработке карбонатных пород, на основании положений которой сформулировано новое направление – оптимизация технологии производства нерудных строительных материалов.
Под его руководством и при непосредственном участии выполнены работы по флотационным способам обогащения стекольных песков, гидротранспортированию мела и др. И.Б. Шлаин предложил принцип расчета технологии переработки неоднородных по прочности осадочных пород, основанный на аддитивности процесса дробления пород разной прочности, давший научное обоснование проектированию ДСЗ. 
В 1969 г. И.Б. Шлаин добился образования общесоюзной секции «Нерудные строительные материалы» в составе центрального правления НТО стройиндустрии. Этой секцией он бессменно руководил вплоть до смерти в 1995 г. Заседания секции проводились 3-4 раза в год, регулярно организовывались семинары и конференции, объявлялись всесоюзные конкурсы. При его непосредственном участии было проведено семь всесоюзных совещаний. Будучи почти всегда единоличным автором, опубликовал более 100 печатных работ, в их числе справочники и четыре монографии. Вел активную общественно-инженерную работу, входил в состав многих комиссий и советов, включая специализированный совет Московского горного института по присвоению ученой степени доктора технических наук по открытым горным работам.

## Признание
И.Б. Шлаин был награжден орденом Трудового Красного Знамени, пятью медалями, ему присвоено почетное звание «Заслуженный строитель РСФСР».